# Ivan Kumar
Ivan Mekil Kumar (ur. 17 czerwca 1997 w Suvie) – fidżyjski piłkarz grający na pozycji pomocnika w klubie Rewa FC.

## Kariera klubowa

### Suva FC
Kumar grał w Suva FC w latach 2017–2020. Debiut dla nich zaliczył 19 marca 2017 w wygranym 5:0 spotkaniu przeciwko Rakiraki FC. Pierwszego gola zdobył 18 sierpnia 2019 w meczu z Lautoka FC (wyg. 2:1). Powrócił do Suva FC 1 stycznia 2021, przez pół roku nie wystąpił jednak w żadnym spotkaniu.

### South Auckland Rangers AFC
Kumar pierwszy raz przeniósł się do South Auckland Rangers AFC 1 marca 2020, grał tam do końca 2020 roku. Ponownie trafił tam 1 lipca 2023, reprezentując ich barwy tym razem przez pół roku.

### Rewa FC
Kumar przeszedł do Rewa FC 1 sierpnia 2021. Zadebiutował dla nich 24 października 2021 w meczu z Nadi FC (1:1). Pierwszą bramkę zdobył 5 grudnia 2021 w wygranym 0:3 spotkaniu przeciwko Nadroga FC. Wrócił do klubu 1 stycznia 2024.

## Kariera reprezentacyjna
| Mecze i gole w reprezentacji | Mecze i gole w reprezentacji | Mecze i gole w reprezentacji | Mecze i gole w reprezentacji | Mecze i gole w reprezentacji | Mecze i gole w reprezentacji | Mecze i gole w reprezentacji | Mecze i gole w reprezentacji  |
| Fidżi U-23                   | Fidżi U-23                   | Fidżi U-23                   | Fidżi U-23                   | Fidżi U-23                   | Fidżi U-23                   | Fidżi U-23                   | Fidżi U-23                    |
| Lp.                          | Data                         | Miejsce                      | Gospodarz                    | Gość                         | Wynik                        | Gol                          | Rozgrywki                     |
| ---------------------------- | ---------------------------- | ---------------------------- | ---------------------------- | ---------------------------- | ---------------------------- | ---------------------------- | ----------------------------- |
| 1.                           | 22.09.2019                   | Lautoka                      | Fidżi U-23                   | Tonga U-23                   | 4:1                          |                              | Mistrzostwa Oceanii U-23 2019 |
| 2.                           | 25.09.2019                   | Lautoka                      | Fidżi U-23                   | Papua-Nowa Gwinea U-23       | 3:1                          |                              | Mistrzostwa Oceanii U-23 2019 |
| 3.                           | 28.09.2019                   | Lautoka                      | Fidżi U-23                   | Vanuatu U-23                 | 0:1                          |                              | Mistrzostwa Oceanii U-23 2019 |
| 4.                           | 02.10.2019                   | Lautoka                      | Fidżi U-23                   | Nowa Zelandia U-23           | 1:6                          |                              | Mistrzostwa Oceanii U-23 2019 |
| 5.                           | 05.10.2019                   | Lautoka                      | Fidżi U-23                   | Vanuatu U-23                 | 0:1                          |                              | Mistrzostwa Oceanii U-23 2019 |
| Fidżi                        |                              |                              |                              |                              |                              |                              |                               |
| Lp.                          | Data                         | Miejsce                      | Gospodarz                    | Gość                         | Wynik                        | Gol                          | Rozgrywki                     |
| 1.                           | 26.03.2023                   | Lautoka                      | Fidżi                        | Wyspy Salomona               | 0:2                          |                              | Mecz towarzyski               |
| 2.                           | 21.03.2024                   | Honiara                      | Wyspy Salomona               | Fidżi                        | 0:2                          |                              | Mecz towarzyski               |
| 3.                           | 16.06.2024                   | Suva                         | Fidżi                        | Papua-Nowa Gwinea            | 5:1                          |                              | Puchar Narodów Oceanii 2024   |
| 4.                           | 19.06.2024                   | Suva                         | Fidżi                        | Samoa                        | 9:1                          |                              | Puchar Narodów Oceanii 2024   |
| 5.                           | 22.06.2024                   | Suva                         | Fidżi                        | Tahiti                       | 1:0                          |                              | Puchar Narodów Oceanii 2024   |
| 6.                           | 27.06.2024                   | Port Vila                    | Vanuatu                      | Fidżi                        | 2:1                          |                              | Puchar Narodów Oceanii 2024   |

## Sukcesy
Sukcesy w karierze klubowej:

### Rewa FC
- Mistrzostwo Fidżi (1×): 2022